# Luciano Siqueira
Luciano Roberto Rosas de Siqueira (Natal, 5 de setembro de 1946) é um médico, escritor e político. É formado em medicina pela Universidade Federal de Pernambuco. Começou a militância política na Ação Popular em 1966 e ingressou no Partido Comunista do Brasil em 1972. Foi vice-prefeito do Recife de Geraldo Júlio entre 2013 a 2021.

## Carreira

### Anos iniciais
Natural de Natal, Luciano Siqueira se transferiu para o Recife ainda adolescente, quando ingressou como voluntário no Movimento de Cultura Popular (MCP), na gestão do então Prefeito Miguel Arraes.
Foi líder estudantil na década de 1960, quando cursava medicina na Universidade Federal de Pernambuco. No combate ao regime militar, foi cassado dos seus direitos de estudante por três anos. De 1970 a 1974, fugindo da perseguição policial, já militando no Partido Comunista do Brasil, atuou na clandestinidade, sobrevivendo como vendedor ambulante no interior do Nordeste.
Preso e torturado em abril de 1974, reconquistou a liberdade em 1976, quando retornou à Faculdade de Medicina da Universidade Federal de Pernambuco. Como médico, trabalhou em projetos de Saúde Comunitária e fez pós-graduação em saúde pública.
Exerceu o mandato de deputado estadual pelo PMDB, sendo eleito em 1982. Como dirigente estadual e nacional do PC do B, participou de mobilizações pela Anistia, Diretas Já, Constituinte de 88 e Fora Collor, além de se destacar nas articulações para unir a esquerda em Pernambuco.
Foi vice-prefeito do Recife entre 2000 e 2008, tendo sido reeleito no pleito eleitoral de 2004. Em 2006, foi candidato ao Senado representando o campo progressista e obteve 33% dos votos válidos no Recife.

### 2008-presente
Em 2008, tentou ser postulante ao cargo de prefeito do Recife. Porém, acabou por desistir, ainda no primeiro semestre, em favor do apoio ao candidato João da Costa (PT).
Foi eleito vereador do Recife para o mandato de 2009-2012 com a segunda maior votação da história da cidade do Recife e deputado estadual no pleito de 2010. Em 2012, foi candidato a vice-prefeito na chapa de Geraldo Júlio, elegendo-se novamente para o posto.
No final de 2020, o vice encerrou as suas funções na PCR oficialmente em 31 de dezembro, no final do mandato da chapa de Geraldo Júlio. 

## Cargos políticos
- Deputado estadual pel1982 e 1986.
- Presidente do PC do B em Pernambuco entre 1981 e 2000.
- Vice-prefeito da cidade do Recife no período de 2000 a 2008. Foi reeleito para esse cargo para o período de 2013 a 2016.
- Vereador na cidade do Recife de 2009 a 2011, eleito no pleito de 2008.
- Deputado estadual pelo PCdoB em Pernambuco, eleito em 2010 com 40.333 votos.[5][6]

## Livros
- "O Vermelho é Verde-Amarelo", 2004.
- "Como o lírio que brotou no telhado" - Outras crônicas selecionadas (2006)
- Colunista semanal dos seguintes portais e blogs na Internet: Portal Vermelho www.vermelho.org.br; Blog da Folha; Blog da Revista Algomais; Blog do Jamildo (Jornal do Commercio Online); Jornal da Besta Fubana e Portal Brasil 247.